# Les fulles seques
«Les fulles seques» és una sardana amb música d'Enric Morera i lletra d'Àngel Guimerà. Es tracta d'una sardana per a cor a veus mixtes.

## Poema
Les fulles seques fan sardana

d’ací d’allà saltironant,

i dintre el bosc la tramuntana

sembla la cobla al lluny sonant.

I quin seguit de fulles roges

que enjogassades porta el vent;

les que més corren, semblen boges,

altres se’n venen dolçament.

I quan el sol se’n va a la posta,

l’arbre que enyora el seu fullam,

a poc a poquet sa ombra acosta

als balladors damunt del camp.

I surt la lluna trista i sola,

fulla d’un arbre on ha viscut,

que va cercant pel cel on vola

les companyones que ha perdut.

Les fulles seques fan sardana;

mes, quan l’albada surt després,

se les endú la tramuntana

espais enlaire per mai més.

I l’arbre sec ja torna a viure,

fulles i flors arreu badant,

i cada brot, quin cants de riure,

fent nius les aus i els becs juntant!

Després la fruita, que encisera,

pengim-penjam al sol que és foc,

el préssec ros i la cirera,

la pruna clàudia i l’albercoc!

Oidà! Quin goig! Fem les rodones,

sardanejant de dia i nit,

les mans unint homes i dones,

els ulls clavats en l’infinit!